# Cyrtodactylus namtiram
Cyrtodactylus namtiram — вид ящірок з родини геконових (Gekkonidae). Описаний у 2022 році.

## Поширення
Ендемік Індії. Виявлений в окрузі Таменглонг у штаті Маніпур на північному сході країни.